# Enric Gratacòs i Massanella
Enric Gratacòs i Massanella (Banyoles, Pla de l'Estany, 24 de novembre de 1887 – Barcelona, 31 de març de 1969) fou un pedagog musical i compositor de sardanes.
Als vuit anys va ingressar al cor de l'església de Santa Maria, que després va dirigir. Va ser organista del monestir de Sant Esteve de Banyoles. Va exercir una forta activitat docent, i mentre donava classes particulars al seu estudi, també ho feia a l'Escola Municipal i al Col·legi dels Germans Maristes.
Com a compositor de sardanes, en va escriure la primera quan tenia 30 anys i ja duia una llarga experiència musical en el cant coral. Durant uns anys va amenitzar les sessions de cinema amb interpretacions al piano, mentre era empresari del Salón Moderno. En una segona etapa, que va començar el 1941, fou quan va deixar les seves sardanes més acceptades pel públic dansaire. La seva última sardana, En Xampinya petit, es va estrenar a Madrid.
Va morir d'accident a Barcelona el 31 de març de 1969. Banyoles, Ciutat Pubilla, estrenada amb motiu del pubillatge, ha tingut sempre una gran acceptació popular.
El seu germà Francesc també fou compositor.